# Paulo Hodar
Paulo Hodar (forma aportuguesada do seu nome em Árabe Búlus al-Haddar, talvez nato em Lataquia, Síria, antiga Laodiceia, entre Maio de 1723 e Junho de 1724 — Coimbra, 2 de Maio de 1780), presbítero maronita e mestre de línguas orientais, estabelecido em Portugal desde os finais dos anos 60 do século XVIII. Em Espanha ficou conhecido por Pablo Hodar.

## Biografia
Estudou no Colégio Maronita de Roma, onde, muito provavelmente, Fr. Manuel do Cenáculo o conheceu. Em 1759, passou por Nápoles; esteve em Caserta durante dois anos; depois mudou-se para Marselha, como professor de línguas orientais. Foi ali que o Maronita Francisco Chudiak o convenceu a ir a Madrid.

### Passagem pela Espanha
Em 1761, depois de ter passado por Avinhão, Nimes, Agde, Urgel, Lérida e Saragoça, Hodar chegou a Madrid con Chudiak. Nesta cidade, trabalhou com o padre Miguel Casíri, um outro Maronita, e ensinou línguas orientais. Merece ser lembrado o papel relevante que membros desta comunidade de Cristãos orientais tiveram no fomento dos estudos árabes em toda a Europa católica.

### Estabelecimento em Portugal
Em Portugal, Hodar leccionou, inicialmente, no Real Colégio de N.S. de Conceição de Alcobaça, onde o Abade Geral, Fr. Manuel de Mendonça introduziu, no Plano de Estudos, o ensino de línguas orientais, incluindo o Árabe e o Grego.
Em 1770 mudou-se para Lisboa, onde, a convite de Fr. Manuel do Cenáculo e durante quase três anos, ensinou no Convento de N. S. de Jesus. O impacto da sua docência pode ser avaliada pelo facto de ter formado os primeiros arabistas portugueses, entre outros, Fr. António Baptista Abrantes, o primeiro lente português de língua árabe, e Fr. Marcelino José da Silva, futuro bispo de Macau.
Para apoio das aulas, Hodar escreveu os Dialogos Familiares e ainda um outro opúsculo em Latim, o Cathechismus turcico-Arabico. Cum non ita bene editi, neque degesti, tum Linguae turcicae Studiosis sint utilissimi, per rarique, corrector, et in meliorem ordinem transferrebat. D. Paulus Presbyter Maronita (1770). A primeira parte desta obra contém uma espécie de guia de conversação em Árabe e em Turco osmanlica, sendo a segunda dedicada a questões religiosas numa perspectiva de catequese. A osmanlica, uma importante língua de cultura e de diplomacia que, todavia, não suscitou interesse em Portugal.
Em 1773, P. Hodar foi nomeado professor de línguas orientais na Universidade de Coimbra. A sua docência beneficiou, exclusivamente, os estudos hebraicos que floresceram devido à obrigatoriedade do estudo e dos exames desta língua nos cursos de teologia.

## Obras
Há uma dezena de manuscritos na Biblioteca Nacional de Madrid, umas seis mil páginas, copiados por Hodar. Muitos dos seus trabalhos estão subsumidos na sua colaboração com o padre Miguel Casíri, no trabalho de catalogação dos manuscritos árabes do Mosteiro de São Lourenço do Escorial, o segundo volume da Biblioteca Arábico-Hispánica.
- Tratado de las aguas termales de Sacedón (1761)
- Cópia do manuscrito do Escorial do Kitāb al-Filāḥa, Tratado de agricultura, de Ibn al-Awwām (1762)
- Kitāb taʕrīf al-ḥukamā
- Dialogos Familiares
- Cathechismus turcico-Arabico. Cum non ita bene editi, neque degesti, tum Linguae turcicae Studiosis sint utilissimi, per rarique, corrector, et in meliorem ordinem transferrebat. D. Paulus Presbyter Maronita (1770)